# Цнобиладзе, Валерий Жиронович
Цнобиладзе Валерий Жиронович (род. 3 ноября 1980, Воркута)  — российский регбист грузинского происхождения,ЗМС по регби , тренер нападающих команды «Динамо» (Москва). Брат Григорий Цнобиладзе

## Игровая карьера

### Клубная
Начинал свою карьеру в команде «Красный Яр» в 2004 году, с 2005 по 2011 годы защищал цвета «Новокузнецка». В 2011 году отклонил предложение новокузнецкого клуба о продлении контракта и принял щедрое предложение от красноярской команды «Енисей-СТМ», заключив с красноярцами двухлетний контракт. В 2013 году вернулся в «Красный Яр», где выступал до 2018 года и после завершения игровой карьеры стал тренером нападающих команды. Чемпион России 2015 года в составе клуба.

### В сборной
В сборной сыграл 43 матча и набрал 25 очков. Дебютировал 23 октября 2010 года в московском матче против второй сборной Аргентины. Был принят в состав сборной на чемпионат мира 2011 года, где, по его собственным словам, он хотел сыграть против сборной США. На самом чемпионате выступил со скандалом: в матче против сборной Ирландии он ударил головой ирландского регбиста Шона О’Брайена. Несмотря на то, что это не повлекло травмы ирландца, а судья оставил этот момент без внимания, Валерий был отстранён от игр за сборную на три недели. Последнюю игру за сборную отыграл 18 марта 2018 года в Кёльне против Германии.

## Личная жизнь
Женат . Есть дети.

## Достижения
Чемпионат России по регби
- Чемпион: 2012,2015
- Серебряный призёр: 2014, 2016, 2017, 2018
- Бронзовый призёр: 2004

Кубок России по регби
- Обладатель: 2015

Суперкубок России по регби
- Обладатель: 2016